# Première circonscription de Wegera
La première circonscription de Wegera est une des 135 circonscriptions législatives de l'État fédéré Amhara, elle se situe dans la Zone Nord Gonder. Son représentant actuel est Mekonnen Berihun Gebremikael.